# Mangora purulha
Mangora purulha là một loài nhện trong họ Araneidae.
Loài này thuộc chi Mangora. Mangora purulha được Herbert Walter Levi miêu tả năm 2005.